# 1792

## Esdeveniments
Països catalans
- Inici del Diari de Barcelona

Resta del món

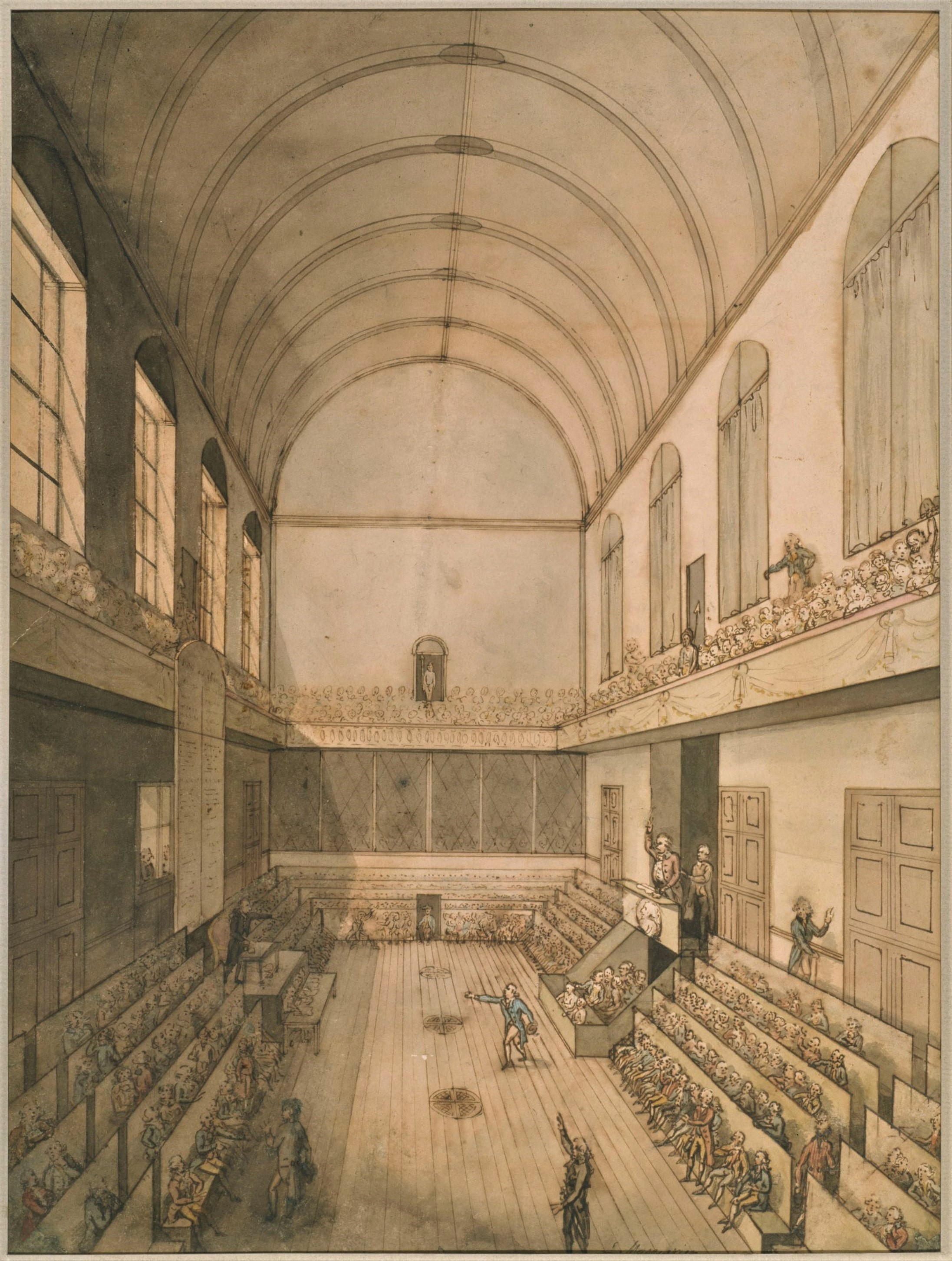
Salle du Manège a les Teuleries, on es reunia la Convenció Nacional fins al 9 de maig de 1793

- 18 de març - Seringapatam (Karnataka, Índia): se signà el Tractat de Seringapatam que significà el final de la tercera guerra de Mysore després del qual Mysore va cedir molt del seu territori a la presidència de Madras.
- 16 de maig - Venècia, Itàlia: S'inaugura el Teatre de La Fenice, amb una òpera de Giovanni Paisiello.[1]
- 10 d'agost - París: Els revolucionaris assalten el Palau de les Teuleries.[2]
- 20 de setembre - Valmy (Xampanya, França): els revolucionaris francesos vencen en la batalla de Valmy durant la guerra de la Primera Coalició.
- 21 de setembre: a França, la Convenció Nacional aboleix la monarquia.[3]
- 22 de setembre: a França, la Convenció Nacional proclama la República.[3]
- 6 de novembre - Jemappes (Hainaut, Valònia): l'exèrcit revolucionari francès venç en la batalla de Jemappes en la guerra de la Primera Coalició.
- 11 de desembre - París, Françaː Comença el procés contra Lluís XVI davant la Convenció.[4]
- Pierre Mechain efectua a Barcelona mesures per establir el sistema mètric decimal.
- Manuel de Godoy és escollit primer ministre espanyol.
- Els espanyols perden Orà.
- El dòlar esdevé la moneda oficial dels Estats Units, es crea Wall Street.
- Erupció volcànica al Japó, amb més de 15.000 morts.
- Construcció de la Casa Blanca.
- William Murdoch investiga sobre l'ús del gas per il·luminar casa seva.
- Guerra entre França i Àustria.
- Publicació de la Vindicació dels drets de la dona.

## Naixements

### Països Catalans
- Barcelona: Francesc Xarrié, teòleg i predicador.

### Resta del món
- 29 de febrer, Pesaro, Itàlia: Gioacchino Rossini, compositor italià. (m. 1868).[5]

- 17 de maig, Comtat de Durham: Anne Isabella Byron, poeta, matemàtica i activista social antiesclavista, i mare d'Ada Lovelace (m. 1860).[6]
- 4 d'agost, Horsham, Sussex, Regne Unit: Percy Bysshe Shelley, poeta i pensador anglès (m. 1822).[7]
- 18 d'agost, Mayfair, Middlesex, Anglaterra: Lord John Russell, polític anglès, Primer Ministre del Regne Unit (1865-1866) (m. 1878).[8]
- 22 d'agost, Hangzhou, Zhejiang (Xina): Gong Zizhen, pensador, escriptor i poeta xinès (m. 1841).[9]
- 26 de novembre, Charleston (Carolina del sud): Sarah Moore Grimké, abolicionista, escriptora i sufragista (m.1873).

## Necrològiques
- 1 de març, Leopold II, emperador del Sacre Imperi Romà (n. 1747).[10]
- 3 de març, Londres, Anglaterra: Robert Adam, arquitecte escocès (n. 1728) (63 anys).[11]
- 13 de maig, Senigallia (Itàlia): Pius IX, nom que va adoptar el cardenal Giovanni Maria Mastai-Ferretti en ser escollit Papa. És venerat com a beat per l'Església catòlica (m. 1878).[12]
- 29 d'octubre, Madrid: Anna Maria Mengs, artista alemanya, pintora de cort, miniaturista, retratista i acadèmica (n. 1751).[13]
- 7 de desembre, París, França: Marie Jeanne Riccoboni, actriu francesa (n. 1714).

- Huế: Nguyễn Huệ, militar i emperador vietnamita, fundador de dinastia de Tây Sơn.